# ちゃつふさ
ちゃつふさは、日本のライトノベル作家。

## 来歴
2016年9月13日より小説投稿サイト「小説家になろう」で投稿していた作品『どうやら私の身体は完全無敵のようですね』が、2017年に第5回ネット小説大賞を受賞し、商業デビューを果たしている。

## 作風
主に異世界転生もののファンタジー系の作品を執筆する。

## 作品リスト

### ライトノベル
- 『どうやら私の身体は完全無敵のようですね』(マイクロマガジンGCノベルズ 挿絵:ふーみ)

1. 2017年8月30日発売 ISBN 9784896376487
2. 2017年12月26日発売 ISBN 9784896376814
3. 2018年8月9日発売 ISBN 9784896378115
4. 2019年4月27日発売 ISBN 9784896378757
5. 2020年10月30日発売 ISBN 9784867160671

### 漫画
- 『どうやら私の身体は完全無敵のようですね』 (KADOKAWAドラゴンコミックスエイジ) 作画:さばねこ）

1. 2018年8月9日発売 ISBN 9784040728384
2. 2019年2月8日発売 ISBN 9784040730387
3. 2019年10月9日発売 ISBN 9784040733579
4. 2020年5月9日発売 ISBN 9784040736525
5. 2020年9月9日発売 ISBN 9784040737911